# ECW Maryland Championship
Het ECW Maryland Championship was een tweederangs professioneel worstelkampioenschap in Eastern Championship Wrestling. Het was ook bekend als NWA Maryland Heavyweight Championship en alleen gehouden in 1993 en 1994.

## Titel geschiedenis
| Nr.              | Worstelaar       | #                | Datum           | Stad       | Aantekeningen                                   |
| ---------------- | ---------------- | ---------------- | --------------- | ---------- | ----------------------------------------------- |
| 1                | J.T. Smith       | 1                | 16 oktober 1993 | North East | Won de Batle Royal                              |
| Titel opgeborgen | Titel opgeborgen | Titel opgeborgen | 6 maart 1994    | N.V.T.     | T.J. won het ECW World Television Championship. |